# Rheingauer Kantorei
Rheingauer Kantorei, jetzt Neue Rheingauer Kantorei, ist ein gemischter Chor des Dekanats Wiesbaden-Rheingau (jetzt: Dekanat Rheingau-Taunus) der Evangelischen Kirche in Hessen und Nassau, der überwiegend geistliche Musik in Gottesdiensten und Konzerten aufführt.

Inneres des Rheingauer Doms, 2013

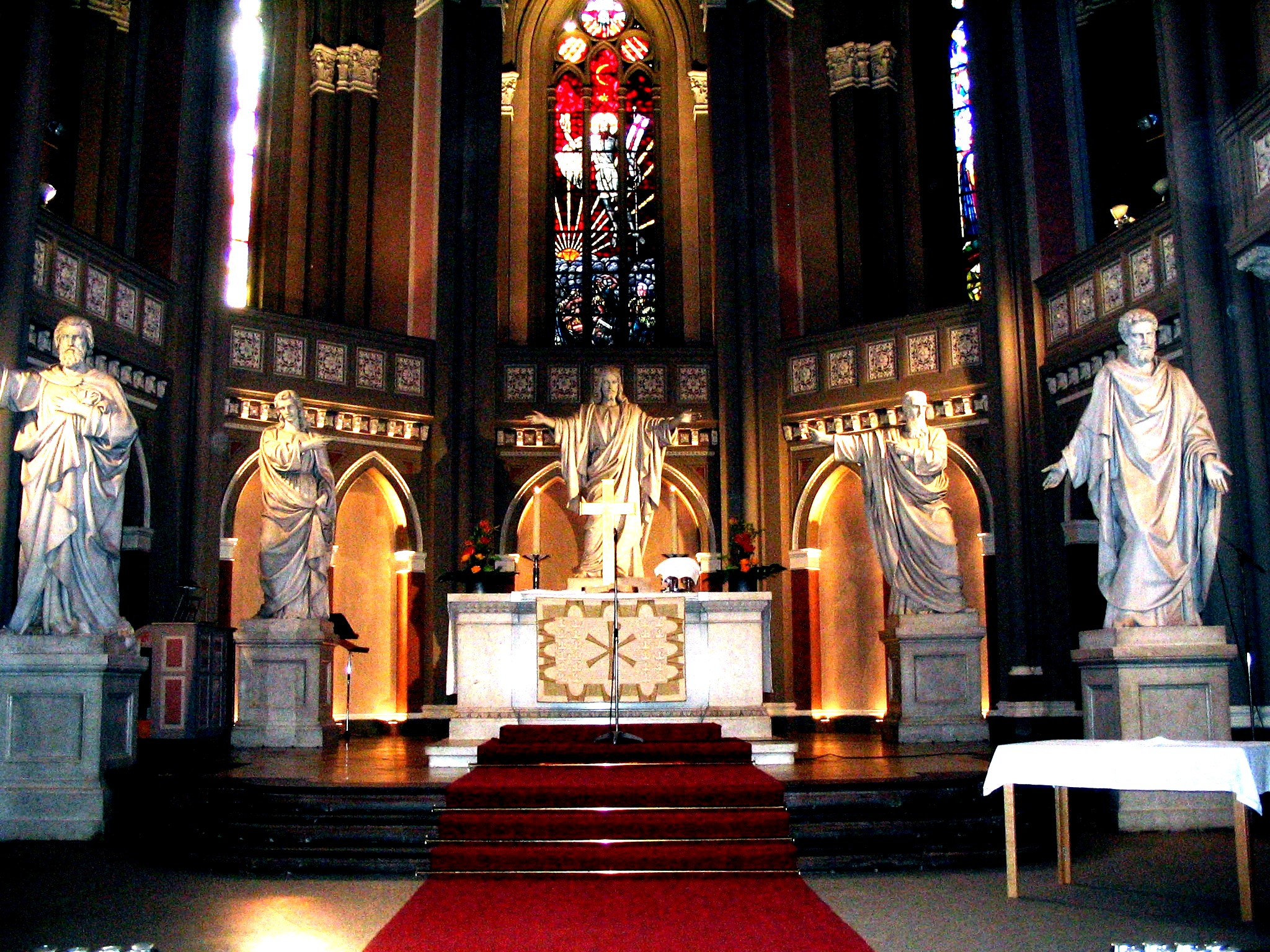
Inneres der Marktkirche in Wiesbaden

## Geschichte

### Chorleiter Frank Stähle
Der Chor wurde 1977 von Frank Stähle als Chor des Evangelischen Dekanats Wiesbaden-Rheingau aus einem Zusammenschluss des Chors der evangelischen Gemeinde in Geisenheim und Sängerinnen und Sängern aus Wiesbaden gegründet. Die Aufgabe des Chores ist, in der Region in Gottesdiensten mitzuwirken und Oratorienkonzerte zu gestalten. Wichtige Aufführungsorte waren anfangs die Marktkirche in Wiesbaden und der Rheingauer Dom in Geisenheim. Die beiden Gruppen probten getrennt und traten gemeinsam auf.
1978 führte der Chor Händels Messias im Rheingauer Dom und in der Lutherkirche in Wiesbaden auf, und Ein deutsches Requiem von Brahms in Geisenheim und der Marktkirche.
1979 wurde Bachs Matthäus-Passion in St. Bonifatius in Wiesbaden und in Worms aufgeführt, in Zusammenarbeit mit der Wormser Kurrende.  Mendelssohns Elias wurde mit dem Radiosinfonieorchester Frankfurt aufgeführt, in Geisenheim und in der Marktkirche.
1980 führte die Geisenheimer Gruppe allein Buxtehudes Membra Jesu Nostri in Geisenheim auf. Der gesamte Chor sang Honeggers König David in der Marktkirche, mit dem Radiosinfonieorchester Frankfurt und den Solisten Klesie Kelly, Claudia Eder als der junge David und die Hexe von Endor sowie Gerd Nienstedt als Sprecher.
Ein Konzert am 13. Juni 1981 kombinierte Palestrinas Missa Papae Marcelli, gesungen von ausgewählten Stimmen unter Leitung des assistierenden Dirigenten Horst Werner, und Bruckners Messe Nr. 2 in e-Moll für achtstimmigen Chor und Bläser. Am 21. November 1981 führte der Chor in der Marktkirche Bachs h-Moll-Messe auf als Teil der Vierten Wiesbadener Bachwochen, die von Martin Lutz ausgerichtet wurde.

### Chorleiter Horst Werner
Stähle, der ab 1979 Direktor von Dr. Hoch’s Konservatorium in Frankfurt war, übergab den Chor 1982 an Horst Werner, der an der Musikhochschule Frankfurt mit Helmuth Rilling studiert hatte. Er dirigierte als erstes Haydns Harmoniemesse und Bachs Kantate Wachet! betet! betet! wachet!, mit Christoph Prégardien als Solist. 1983 kombinierte er einige der Psalmen Davids von Schütz mit Mozarts Vesperae de Dominica. In einem zweiten Konzert sang der Chor Schuberts Messe Nr. 6 in Es-Dur.
1985 führte der Chor Karol Szymanowskis Stabat Mater und Leoš Janáčeks Glagolitische Messe mit der Organistin Elisabeth Maranca und der Südwestfälischen Philharmonie auf.
1986 machte der Chor Gebrauch von den zahlreichen Emporen der Marktkirche, um verschiedene Fassungen des Magnificat zu singen, darunter einige mehrchörige Werke. Es folgte ein Konzert mit Mozarts Requiem mit dem Folkwang Kammerorchester.
1987 sang der Chor die zweite Fassung von Bachs Johannes-Passion. Ein zweites Konzert war César Francks Messe in A-Dur gewidmet, und ein drittes Bruckners Messe Nr. 3 in f-Moll, wieder mit dem Folkwang Kammerorchester.

### Chorleiter Tassilo Schlenther / „Neue Rheingauer Kantorei“

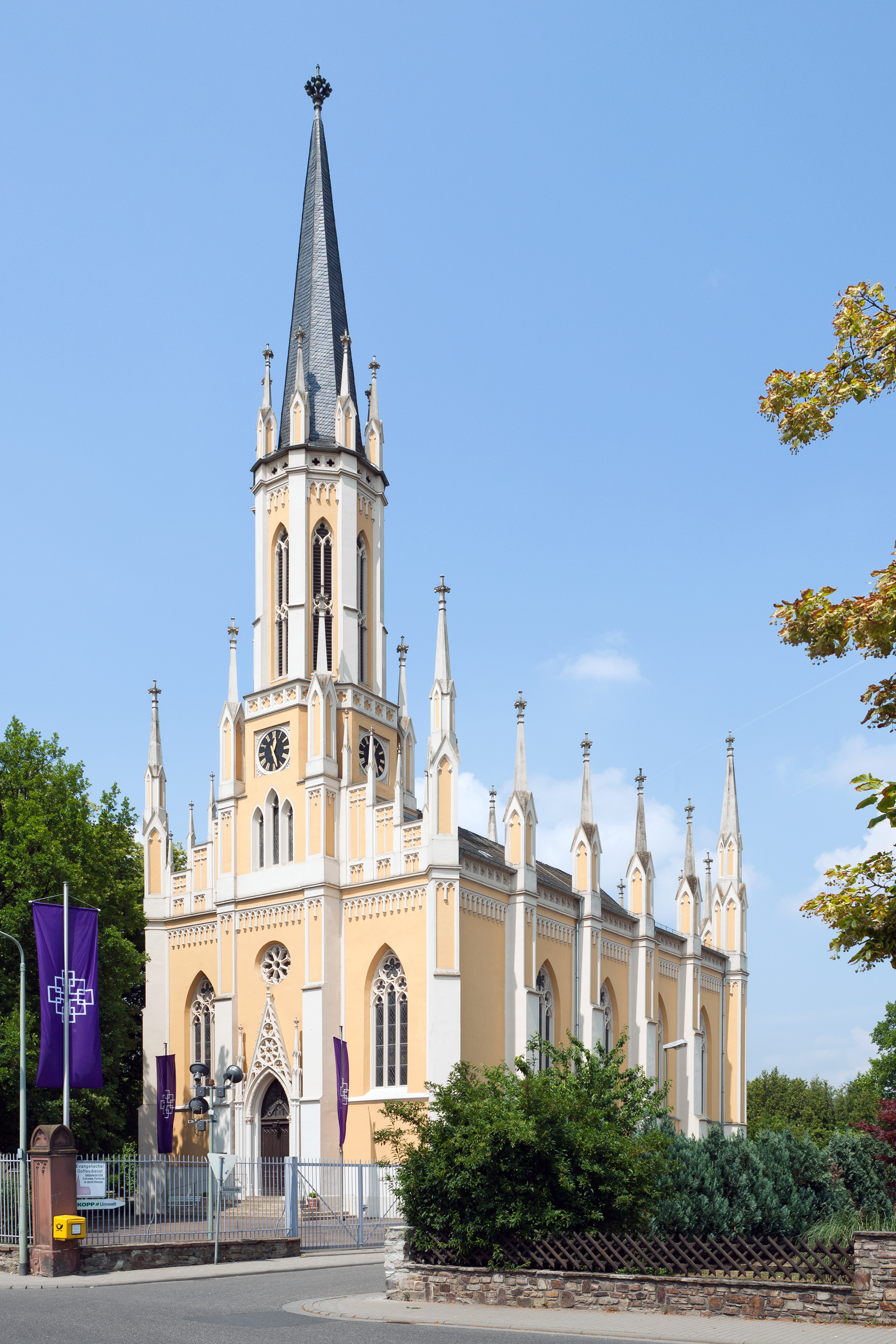
Johanneskirche, Erbach

Ein neuer Chor, der auf der Tradition aufbaute, wurde 2002 von Tassilo Schlenther gegründet, der wieder den Chor der evangelischen Gemeinde in Geisenheim einschloss. Konzertorte waren außer dem Rheingauer Dom die Basilika von Schloss Johannisberg, die Basilika von Mittelheim, die evangelische Kirche in Geisenheim und die Johanneskirche in Erbach.
2009 führte die „Neue Rheingauer Kantorei“ Haydns Schöpfung auf, mit den Solisten Elisabeth Scholl, Daniel Sans und Andreas Pruys. Der Chor nahm an einem Fernseh-Porträt des Rheingaus von Günter Wewel im Hessischen Rundfunk teil. EA in Geisenheim war zeitgenössischer schwedischer Musik gewidmet, mit Werken von unter anderem Ola Gjeilo und Knut Nystedt. Es folgte im gleichen Jahr Verdis Requiem im Geisenheimer Dom.